# フルサト工業
フルサト工業株式会社（フルサトこうぎょう、英: FURUSATO INDUSTRIES,LTD.）は、鉄骨建築用資材および配管用資材の販売商社。
主な商材として耐震用の補強材であるブレース（筋交い）や張力に耐久性が高いハイテンションボルトなどがある。鉄骨建築用のボルトとしては大手。
それぞれのコンシューマーである鉄骨建築業者、配管業者への直接販売を事業スタイルとしている。直販体制を実現するために、全国に53か所の営業配送拠点を持つ。鉄骨建築用資材の1つのアイテムである「建築用ターンバックルブレース」を自社生産している。
工作機械、工業用機器、住宅設備機器などを取り扱う専門商社株式会社ジーネット、自動車産業向けに機械工具を販売する岐阜商事株式会社ほか4社とフルサトグループを構成する。

## 概要
1946年、ターンバックルなどの建築金物の製造業として創業。元々は製造専門の会社であったが、昭和34年（1954年）に株式会社組織に変更し、昭和38年（1954年）に滋賀工場を建設。同時にコンシューマーである鉄骨建築業者へ建築用ターンバックルブレースの製造直販を開始した。その後、昭和41年（1966年）の滋賀営業所開設を皮切りに日本全国に営業拠点を設置し、取引先を拡大している。
2000年2月に機械、工具の専門商社であるジーネットを、2007年10月に切削工具や工作機械の商社の岐阜商事を、2016年10月に防犯監視機器販売のセキュリティデザインをそれぞれ子会社化した。
2021年10月、株式会社マルカと、共同株式移転の方法により両社の 完全親会社となるフルサト・マルカホールディングス株式会社（みどり会の会員企業であり三和グループに属する）を設立し、経営統合した。

## 沿革
- 1946年 - 建築金物の製造業として大阪市福島区にて創業
- 1959年 - 株式会社古里鉄工所を設立
- 1963年 - 滋賀工場を建設し建築用ターンバックルブレースの製造を開始
- 1973年 - フルサト工業株式会社に商号変更
- 1985年 - 滋賀工場が建築用ターンバックルブレースJIS表示許可工場に認定
- 1986年 - 大阪証券取引所2部（特別指定銘柄）に株式を上場
- 1993年 - 大阪証券取引所2部銘柄に指定
- 2000年 - 専門商社株式会社ジーネットを子会社化
- 2003年 - 本社を大阪市中央区に移転しグループ本社とする
- 2004年 - 東京証券取引所2部に上場
- 2006年 - 東京証券取引所、大阪証券取引所１部に指定換え
- 2007年 - 自動車産業向け直需商社岐阜商事株式会社を子会社化
- 2015年 - 東京都大田区に東京本社設置、東京・大阪2本社制となる
- 2016年
  - 滋賀県甲賀市に新滋賀工場建設
  - 防犯監視システム会社 株式会社セキュリティデザインを子会社化[12]
- 2021年10月1日 - 株式会社マルカと経営統合[13]。フルサト・マルカホールディングス株式会社の子会社となる。

## 事業内容
- 鉄骨建築資材事業
- 配管資材事業

### 取扱商品
- 建築用ターンバックルブレース
- 基礎用ボルト、基礎用部材
- 摩擦接合用高力ボルト
- ボルトナット類
- 溶接関連資材
- 塗料、塗装用品
- 鉄骨建築用金物
- 鉄骨加工用機械
- 電動工具、ハンドツール
- 鋼管類
- 管継手
- バルブ、弁
- ポンプ
- ケミカル品

## 拠点

### 本社
- 東京本社：東京都大田区平和島3-1-7
- 大阪本社：大阪市中央区南新町1-2-10

- 営業拠点：51か所
- 工場：3か所
- 物流拠点：2か所

## 関係会社

### 子会社
- 株式会社ジーネット
- 岐阜商事株式会社
- 株式会社セキュリティデザイン
- 蘇州リトラ機電貿易有限公司販売
- リトラ エンジニアリング（タイ）株式会社

### 関連会社
- 株式会社ロボットテクニカルセンター